# Kaposszentjakab
Kaposszentjakab je gradska četvrt grada Kapošvara u Mađarskoj. Nekad je bio samostalno selo. 

## Zemljopisni položaj
Nalazi se na 46° 21' 23,9142" sjeverne zemljopisne širine i 17° 49' 16,3122" istočne zemljopisne dužine. 
Uži Kapuš je zapadno, Tupanar sjeverno, Zselickislak južno, četvrt Monostor-kertváros istočno, Taszár sjeveroistočno, Sántos jugoistočno.

## Povijest
Nekad je Kaposszentjakab bilo samostalno selo. 1950. je godine upravno priključeno Kapušu (Kapušvaru).

## Kultura
- benediktinska opatija u Kaposszentjakabu

## Promet
Kroz Kaposszentjakab prolazi željeznička pruga Kapuš – Siófok. Nakon Kaposszentjakaba pruga se račva prema Dumvaru i Tupanaru na sjeveru Kapuša. Od starog je naselja ostao trag u imenu željezničke postaje.

## Stanovništvo
Prema popisu od 2001., u Kaposszentjakab nije popisan kao zasebno naselje.

## Vanjske poveznice
- Zračne snimke